# مرتضی الهی قمشه‌ای
مرتضی الهی قمشه‌ای فرزند مهدی الهی قمشه‌ای در ۱۳۲۹ خورشیدی در جنوب شهر تهران به دنیا آمد و تحصیلات ابتدایی و متوسطه خود را در دبستان دانش و دبیرستان بهمن (قلهک) گذراند و سپس در رشتهٔ مهندسی معدن در دانشگاه تهران فوق لیسانس دریافت کرد. وی برای ادامه تحصیل در رشته خود به فرانسه رفت و دکترای خود را در ۱۳۶۲ از دانشگاه پاریس دریافت نمود و سپس فوق دکترای ژئوفیزیک را نیز دریافت کرد وی پس از مدتی تحقیق در دانشگاه برتیش کلمبیا (تا ۱۹۸۸م) اکنون نیز به عنوان مشاور بین‌المللی در زمینه اکتشافات و بهره‌برداری از انرژی زمین گرمایی مشغول به کار است. در کنار این فعالیت‌ها وی به مطالعه، سخنرانی و تألیف در زمینه عرفان و ادب فارسی نیز پرداخته‌است.
مرتضی الهی قمشه‌ای فرزند استاد فقید مهدی الهی قمشه‌ای و خانم طیبه تربتی است که برادران وی حسین الهی قمشه‌ای؛ نظام‌الدین الهی قمشه‌ای و خواهر وی خانم مهدیه الهی قمشه‌ای هستند.
مرتضی الهی قمشه‌ای مدرک دکترای خود را در رشتهٔ مهندسی انرژی و مواد از دانشگاه پاریس در سال ۱۹۸۳ میلادی اخذ نمود و سپس به کانادا مهاجرت کرد. وی به عنوان مهندس متخصص و مشاور در زمینهٔ انرژی در سطح بین‌المللی شناخته شده‌است. قمشه‌ای همچنین در دانشگاه بریتیش کلمبیا در ونکوور کانادا به تدریس دروسی در زمینه تکنولوژی و منابع انرژی اشتغال دارد. وی در مدت ۱۵ سال اخیر ریاست انجمن ژئوترمال کانادا را بر عهده داشته و تا کنون بیش از ۱۰۰ مقاله و کتاب در زمینه‌های انرژی و محیط زیست به چاپ رسانده‌است.
به مدد پیش زمینهٔ مهندسی خود، مرتضی الهی قمشه‌ای توانست شیوهٔ جدیدی برای شناخت و تفسیر ادبیات ارائه دهد که کارهایش در این زمینه به زبان‌های فارسی و انگلیسی به چاپ رسیده‌اند. از آن جمله، کتاب "Paradise Never Lost" مجموعه‌ای از داستان‌های عرفانیست که در تئاترهای ونکوور به روی صحنه رفته‌است. وی در شرح تئوری خود تحت عنوان "هفت آسمان ادب پارسی‌" و همچنین شرح و تفسیر "گلشن راز" شبستری و نیز قصه‌هایی برای کودکان مقالات و کتبی به طبع رسانده‌است. قمشه‌ای بیش از ۲۰ سال به تدریس ادبیات فارسی پرداخته و نیز سخنرانی‌های متعددی در این زمینه داشته‌است.